# Pierre-Jean Croset
Pour les articles homonymes, voir Croset.
Pierre-Jean Croset est un compositeur, interprète, luthier et musicologue français né le 14 juillet 1949 à Grenoble (Isère).

## Biographie
Dès sa jeunesse, Pierre-Jean Croset est initié au solfège par sa mère, professeur de lettres et pianiste classique. Âgé de sept ans, il suit des cours de piano, à titre privé, auprès du professeur Paul Pittion à Grenoble pendant six années. Il ajoute à cette pratique du piano, la guitare à l’âge de treize ans. En 1969, il est guitariste au sein d’un groupe de jazz contemporain lyonnais. 
Après avoir obtenu un diplôme universitaire en histoire et géographie en 1970, il renoue avec les études en se spécialisant en musicologie. Il obtient un D.E.A. puis un doctorat d'Esthétique et Sciences des Arts en 1991, sous la direction du musicologue et philosophe Daniel Charles (Paris VIII). Sa thèse intitulée « En remontant La Muga Karnali, essai sur la Musique des Sphères » qui met en relation la musique et la spiritualité, reçoit du jury la mention « très honorable » (Cum Laude). Passionné par John Cage, il étudie pendant plusieurs années ses célèbres « Notations ». 

### Le musicien
En janvier 1976, Maurice Fleuret l’invite à se produire lors de la tribune des jeunes compositeurs au Musée d'art moderne de la ville de Paris. Puis il obtient la Bourse de Recherche du Ministère de la Culture (1982) qui va lui permettre, à la suggestion de Maurice Fleuret, de découvrir la musique et la facture instrumentale de Bali et de Java central. Grâce à la Bourse  « Villa Médicis » (hors les murs) qu’il obtient en 1984, il part à l’Université de Californie de San Diego où il donne des concerts et des conférences au Center for Music Experiment, ainsi que dans différentes universités : Berkeley, Stanford, Mills College d’Oakland et UCLA Los Angeles. En 1975, il s’installe en Haute Provence où il se produit en concert pendant plusieurs années dans les églises ainsi qu'à l'abbaye de Sénanque. Lors du Festival d’Avignon de juillet 1985, il expose ses instruments, donne un concert  et présente un spectacle à la chartreuse de Villeneuve-lès-Avignon. 
Il entreprend par la suite plusieurs voyages en Orient afin d’étudier les productions instrumentales locales (en 1986 au Népal, en 1987 en Inde du Nord, en 1988 en Inde du Sud, en Indonésie en 1997). 
De 1970 à 1982, il explore les possibilités d’un grand nombre d’instruments traditionnels occidentaux et orientaux afin de définir lequel correspond le mieux à ses attentes. Partisan d’une nouvelle lutherie aux propriétés acoustiques améliorées, il décide finalement de créer ses propres instruments : des lyres et des guitares qui favorisent la production de profondes harmoniques naturelles grâce au choix spécifique des cordes Savarez et de matériaux isolants qui ne produisent pas d’interférences (la fibre de carbone et le « verre acrylique » ou Altuglas coulé – en anglais PMMA Cast – de la société Altuglas International). 
Pour donner libre cours à ses nombreux projets musicaux, ses documentaires vidéo, ses installations sonores inédites pour jardins, il crée l’association « Atelier de création Musique et Paysage » : il enseigne également auprès des enfants.

### Le luthier
Pierre-Jean Croset est le fils d’un père ingénieur et inventeur qui travaillait pour la société Altulor (productrice de matériaux de synthèse). C’est ainsi que dès l’enfance, il découvre les propriétés d’un polymère nommé « Altuglas » (diffuseur de lumière, transparent et lumineux) en détournant l’usage d’une sarbacane en flûte. Ayant longuement réfléchi à la remarque de John Cage selon laquelle « pour créer de nouvelles musiques il faut créer de nouveaux outils », il se forme auprès du chercheur acousticien Émile Leipp, directeur du Laboratoire d’Acoustique Musicale (au CNRS de l’Université de Paris, Jussieu). 
Il conçoit sa première lyre harmonique en verre acrylique en 1974 et aura l’occasion de la présenter et d’en jouer lors de la dixième Biennale de Paris en 1977 (Palais de Tokyo, Musée d’Art Moderne de Paris). Cette première lyre electro-acoustique comprend 18 cordes et  deux micro-capteurs pour chacune des  cordes. En 2010, il aura créé au total quatre lyres harmoniques, plusieurs guitares en verre acrylique, des « tambours d’eau » pour John Cage et les « percussions de Strasbourg » (1987), ainsi que d’autres instruments originaux (éoliennes, wind chimes, kalimba, mikado musical en bambou pour enfants, boomerangs sonores, boules acoustiques de pétanque, etc.). 
En 1986, il crée pour la Cité de la Musique à Paris, le dessin d'un instrument de musique nommé "Géophone". L'année suivante, il réalisé le dessin  pour le musicien Amjad Ali Khan, d'un sarod.

### Le musicologue
Passionné par les cultures orientales, ayant étudié notamment le népalais, l’indonésien et l’hindi, il rencontre en 1987 l’ethnomusicologue Alain Daniélou dont il étudie les travaux depuis 1972. Ce dernier lui enseigne les principes concernant l’étude des échelles musicales, la sémantique musicale et la table comparative des intervalles musicaux. 
En tant que musicologue mais aussi en tant que musicien, il s’intéresse particulièrement aux effets produits par le son selon les lois de l’audition, le double aspect physiologique et mental. Il définit cette quête comme étant celle de « l’intonation juste ». Il retrouve cette intonation juste (qui s’oppose à « l’intonation tempérée ») dans les cultures musicales traditionnelles. 
De ses voyages en Inde, et particulièrement en Inde du Sud, il collecte de nombreuses données sur certaines colonnes de temples dont les propriétés intrinsèques sont musicales et qui font partie de l'héritage méconnu de ce pays (temples du Tamil Nadu). Pour cette étude, le Prix  "Romain Rolland" lui est décerné par le Ministère des Affaires étrangères en 1987.
Le musicien, le luthier et le musicologue sont trois aspects complémentaires de la personnalité de Pierre-Jean Croset dont le travail sur les harmoniques s’inscrit dans les recherches analogues menées notamment par les compositeurs David Hykes aux U.S.A., Roberto Laneri en Italie, Michael Vetter en Allemagne et Tran Quang Hai au Viêt Nam.

## Écrits

### Articles
- Guide parfait du compositeur parfait, magazine L’Originel no 8, Paris, fév-mars 1979.
- article sur la lyre (en américain), in Experimental Musical Instruments (E.M.I., Californie, U.S.A.), 1985.
- Harmoniques du temps, Magazine Émergence, no 5, 1987.
- Sur la musique de P.-J.Croset, Interval Magazine (U.S.A.), 1987.
- Bronze musical instruments in Java and Bali. Percussive notes (U.S.A.), 1987 - « Sur la lyre harmonique », E.M.I. Vol III, no 5, 1987
- À propos des tambours d’eau, Revue d’esthétique no 13,14,15., Paris, 1988.- « water drums », E.M.I., 1988
- À propos des colonnes musicales, E.M.I., 1990
- Musical Pillars in India article dans le journal E.M.I., 1992 et 1994

### Livres
- Écologie de la musique (édition en cours)
- Musique et paysage (édition en cours)

ces ouvrages sont publiés par Lulu Press (Déc 2018) sous le titre: Un autre regard sur la musique préfacé par le paysagiste Gilles Clément.
- The Lord of the Gong, Lulu Press, Déc 2018.Fabrication des Gongs et Gamelan à Java et à Bali avec de nombreuses photos.
- Expériment of a Quantic Performer, Lulu Press, Déc 2018, sur le travail, les recherches et les résultats de Pierre Jean croset.

## Émissions radiophoniques
- France Musique la nuit avec Daniel Caux (1977).
- Ateliers radiophoniques, retransmission d’un concert (France Culture, 1978)
- Atelier de recherche  présentation de compositions musicales avec Jean-Louis Graton (France Culture, 1982).
- Musique pour le feuilleton radiophonique la 5e planète. Commande musicale de France Culture (1982).
- Émission Signal avec Guy Reibel  (France Musique, 1986).
- Émission Poisson d’or avec Frank Mallet (France Musique, 1986).
- Émission avec Olivier Bernager (France Musique, 1986).
- Émission Latitudes avec Alain Weber (France Culture, 1987).

## Concerts
- 1976 - Tribune des jeunes compositeurs (Musée d’art moderne, Paris)
- 1977 - Biennale de Paris.
- 1980 - Festival de Carcassonne.
- 1981 - Concerts du spectacle  les 1001 visionsBiel, Zurich (Suisse).
- 1985 - Concerts à San Francisco (à UCSD au Center for Music Experiment, Loft du Other Music Ensemble, Stanford University).
- 1985 - Festival d’Avignon (officiel). Concert, et spectacle à la Chartreuse de Villeneuve-lès-Avignon.
- 1986 - Concert à Radio France
- 1986 – Concert « La danse des magiciens » avec écran flottant au Lac d’Esparron (Verdon, Alpes de Haute- Provence).
- 1989 - Concert au Sydney Opéra House.
- 1975 à 1987 puis de 1998/2007 – Concert annuel au théâtre en plein air de Lurs et à l’abbaye de Sénanque (Haute-Provence)puis à partir de 1998dans le  Vaucluse.
- 2004 - Concert au Palais de Tokyo (Musée d’Art Moderne de Paris) pour l’anniversaire des dix années de l’Electronic Music Foundation of New York.
- 2009 – Concert Live dans le cadre des « Notes Sonores en Provence ».

## Musiques de Film
- Peuterey la Blanche de Patrick Vallençant, film sur le ski à haut risque. Prix du Festival de Trente (Italie, 1978).
- El gringo Eskiador de Patrick Vallençant, long-métrage sur le ski extrême, Video Public Édition, 1981 (prix du diable d’or et grand prix du public au Festival du film des Diablerets).
- Le Tire-Lyre, de Jean Dasque, film sur Pierre-Jean Croset. Prix FR3 du meilleur court-métrage (1980).
- Gandoum (le blé) de Laela Wali, primé en Californie (1981).
- The instruments of God de Pierre-Jean Croset (« Le chant des pierres sacrées en Inde », CNRS, 2009).

## Discographie
- Concert live in originel centre : Danses dans le néant des grands dieux agiles, Atelier Musical de Provence AM001, 1979
- Harmoniques du temps, Ocora, Harmonia Mundi, 1986
- L’Art de la Lyre Harmonique, Arion, 2003
- Music of the Now (the song of the Nightingale), 2008
- Concert Live, 2010